# Pancho Villa (boxeador)
Francisco Guilledo (Iloílo, 1 de agosto de 1901 - San Francisco, California, 14 de julio de 1925), también conocido como  Pancho Villa, fue un boxeador filipino. Es considerado uno de los mejores pugilistas asiáticos de la historia.

## Trayectoria
Guilledo llamó la atención del estadounidense Francis Churchill cuando comenzaba a ganar cierta reputación como peleador en la ciudad de Manila. Churchill además le apodó con el epíteto de "Pancho Villa" en los inicios de su entrenamiento. 
Villa peleó desde 1919 a 1922 en su país, obteniendo dos títulos y contra rivales de más envergadura. Posteriormente, Churchill le acompañó hacia Estados Unidos donde enfrentaría a boxeadores de la talla de Frankie Genaro. Fue a raíz de un combate en Ebbets Field de Brooklyn que se hizo notar por el público local. Pronto ganó un título de peso mosca frente a Johnny Buff; y lo perdería frente a Genaro en 1923 con una polémica decisión de los jueces. Sin embargo, el 18 de junio de ese mismo año, conquistó el título mundial frente a Jimmy Wilde en el Polo Grounds de Nueva York. 
Después de varias defensas de su cetro en Estados Unidos y Filipinas, el 4 de julio de 1925 perdió una pelea frente a Jimmy McLarnin en la cual no estaba en juego su corona. En la derrota influyó el cansancio debido a la extracción de una muela del juicio. En una posterior visita al dentista le fue diagnosticada una infección que provocó tres extracciones de dientes. Ante la recomendación de reposo y una próxima visita, Villa ignoró su estado de salud y disfrutó de una fiesta prolongada que ocasionó una infección grave en la garganta y angina de Ludwig. Aunque fue remitido a un hospital, murió 15 días antes de su cumpleaños 24.
La Associated Press consideró a Pancho Villa como el mejor boxeador del siglo XX en la categoría de peso mosca junto a Miguel Canto.